# Іран – Вірменія
Іран – Вірменія – споруджений на початку 21 століття трубопровід, який створив другий маршрут постачання природного газу до Вірменії, на додачу до транзиту російського газу через Грузію.
Тривалий період часу Вірменія, яка вже пережила на початку 1990-х потужну енергетичну кризу внаслідок припинення поставок з Азербайджану, залежала від єдиного маршруту через Грузію. Це змушувало до пошуків резервного джерела блакитного палива на випадок військово-політичної нестабільності у транзитній країні. Цього вдалось досягнути завдяки спорудженню газопроводу з Ірану, введеного в дію у 2007 році. Він виконаний в діаметрі 700 мм, має довжину 141 км (в т.ч. 41 км вірменської ділянки) та потужність до 2,3 млрд.м3 на рік. Ресурс для поставок до Вірменії відбирають із газопроводу Тебриз – Ерзурум.
Особливістю проекту став обмінний характер поставок. Іран, який внаслідок сталого зростання енергоспоживання відчував дефіцит електроенергії, постачав природний газ з розрахунку 1 кубічний метр за 3 кВт-години.  Певний час через відсутність необхідної електроенергетичної інфраструктури обсяг поставок газу був невеликий – 0,3 – 0,4 млрд.м3 на рік. Проте очікувалось, що з завершенням третьої ЛЕП, яка станом на 2016 рік перебувала на стадії будівництва, вони зростуть у кілька разів.